# Uniondale (Nova Iorque)
Uniondale é um hamlet e uma região censo-designada da vila de Hempstead, localizada no estado americano de Nova Iorque, no Condado de Nassau. Possui mais de 32 mil habitantes, de acordo com o censo nacional de 2020. É sede do ginásio Nassau Veterans Memorial Coliseum e o time de hóquei New York Islanders.

## Geografia
De acordo com o Departamento do Censo dos Estados Unidos, a região tem uma área de 14,8 km², dos quais todos os 14,8 km² estão cobertos por terra.

## Demografia
Segundo o censo nacional de 2020, a sua população é de 32 473 habitantes e sua densidade populacional de 2 195,3 hab/km². Seu crescimento populacional na última década foi de 31,2%, bem acima do crescimento estadual de 4,2%.
Possui 8 255 residências que resulta em uma densidade de 558,1 residências/km² e um aumento de 30,8% em relação ao censo anterior. Deste total, 4,9% das unidades habitacionais estão desocupadas. A média de ocupação é de 4,1 pessoas por residência.
A renda familiar média é de 85 471 dólares e a taxa de emprego é de 56,9%.

## Filmes
O filme The Godfather teve uma das cenas filmadas em Uniondale.